# フレイドゥン・マルコム
フレイドゥン・マルコム（Freydoun Malkom, 1875年 - 没年不明）は、イランの男子フェンシング選手。
イギリスのロンドン生まれ。1900年パリオリンピックにイランから初のオリンピック選手として出場した。出場したエペ競技では1次予選を2位で通過したが、2次予選で最下位に終わり決勝には進めなかった。